# Nodul rutier Pérignat-lès-Sarliève
Nodul rutier Pérignat-lès-Sarliève este un nod rutier situat pe teritoriul comunelor Pérignat-lès-Sarliève și Aubière, la sud de Clermont-Ferrand. Este alcătuit dintr-un ansamblu de bretele și un sens giratoriu mare. Acest nor rutier reprezintă punctul de legătură între partea estică (A71/A75) și partea sudică (RD 2089) a centurii rutiere a orașului Clermont-Ferrand și asigură accesul către întreaga zonă de sud a aglomerației Clermont-Ferrand dinspre autostrada A75.

## Drumuri deservite
- A75 (sau Centura Est): axa Paris – Béziers/Montpellier;
- RD 2009 (fostul RN 9): către centrul orașului Clermont-Ferrand și Aubière;
- RD 2089 (fostul RN 89, sau Centura Sud): către Bordeaux și La Bourboule;
- RD 978 (fostul RN 9): către Pérignat-lès-Sarliève.